# Cyathea ogurae
Cyathea ogurae är en ormbunkeart som först beskrevs av Bunzo Hayata, och fick sitt nu gällande namn av Karel Domin. Cyathea ogurae ingår i släktet Cyathea och familjen Cyatheaceae. Inga underarter finns listade.